# Marcel Niederer
Marcel Niederer (* 9. September 1960 in St. Gallen) ist ein Schweizer Unternehmer und ehemaliger Eishockeyspieler. Er wurde vor allem durch seine sportlichen Erfolge und das Investment in Belinda Bencic bekannt.

## Leben

### Werdegang
Marcel Niederer wurde als Sohn des Wirtepaares Heidi Spiess und Jakob Niederer 1960 in St. Gallen geboren und wuchs in Uzwil auf. Schon früh half er im Wirtshaus der Eltern aus. Im Alter von acht Jahren trat Marcel Niederer den Mini-Novizen des EHC Uzwil bei und durchlief die  Juniorenabteilung, bis er im Alter von 17 Jahren in der ersten Mannschaft des EHC Uzwil in der Nationalliga B debütierte. Mit 19 Jahren schaffte er den Sprung in das Nationalliga-A-Team des Lausanne HC. Insgesamt spielte Niederer sieben Jahre in der NLA bei Lausanne HC, Zürcher SC und dem EHC Biel (zwei Meistertitel mit dem EHC Biel, 1981 und 1983). Seine Karriere liess Marcel Niederer 1987 beim EHC Uzwil ausklingen (1. Liga und NLB).
Parallel zu seiner sportlichen Karriere absolvierte Marcel Niederer eine kaufmännische Lehre als Treuhänder und anschliessend ein Studium mit Schwerpunkten Marketing und öffentliche Verwaltung an der Fachhochschule Nordwestschweiz in Olten.

### Unternehmer
Nach Ausbildung und Eishockeykarriere gründete Marcel Niederer ein Treuhand-/Generalunternehmen in St. Gallen, welches Treuhanddienstleistungen anbot und auf eigene Rechnung ältere Häuser aufkaufte und sanierte. Ab 1991 verlagerte Niederer seine Tätigkeiten nach Ostdeutschland und Russland. Während einiger Jahre verkaufte Niederer in Ostdeutschland Bananen und Mandarinen und später in Russland Instantkaffee (Nescafé) und Modeartikel (Lederwaren und Bekleidung von Modern Creation München). Bis 2021 war Marcel Niederer in Moskau unternehmerisch tätig. Ab 2003 investierte Niederer in die Tenniskarriere von Belinda Bencic und war deren Manager. Zusätzlich baut Niederer seit 2006 Mehrfamilienhäuser in der Ostschweiz. 2020 kaufte Marcel Niederer das Bauland des ehemaligen Posthotels in Arosa und erstellt das neue Suitenhotel Postresidenz am See. Die Eröffnung ist auf November 2023 geplant.
Niederer ist verheiratet und hat drei Töchter. Seine jüngste Tochter Christina Niederer war Eiskunstläuferin und Tänzerin. Nach Abschluss ihres Bachelor und Masterstudiums an der Universität St. Gallen (HSG), arbeitete Christina Niederer einige Jahre in der Bankenbranche, bevor sie im Jahr 2022 dem Familienunternehmen in der Immobilien- und Hotelbranche beitrat. Die Familie lebt in der Schweiz.